# Soderstorf
Soderstorf település Németországban, azon belül Alsó-Szászország tartományban. Lakosainak száma 1457 fő (2023. december 31.).

## Népesség
A település népességének változása:
| Lakosok száma | 1420 | 1430 | 1427 | 1478 | 1470 | 1457 |
|               | 2016 | 2017 | 2019 | 2021 | 2022 | 2023 |